# Connemara

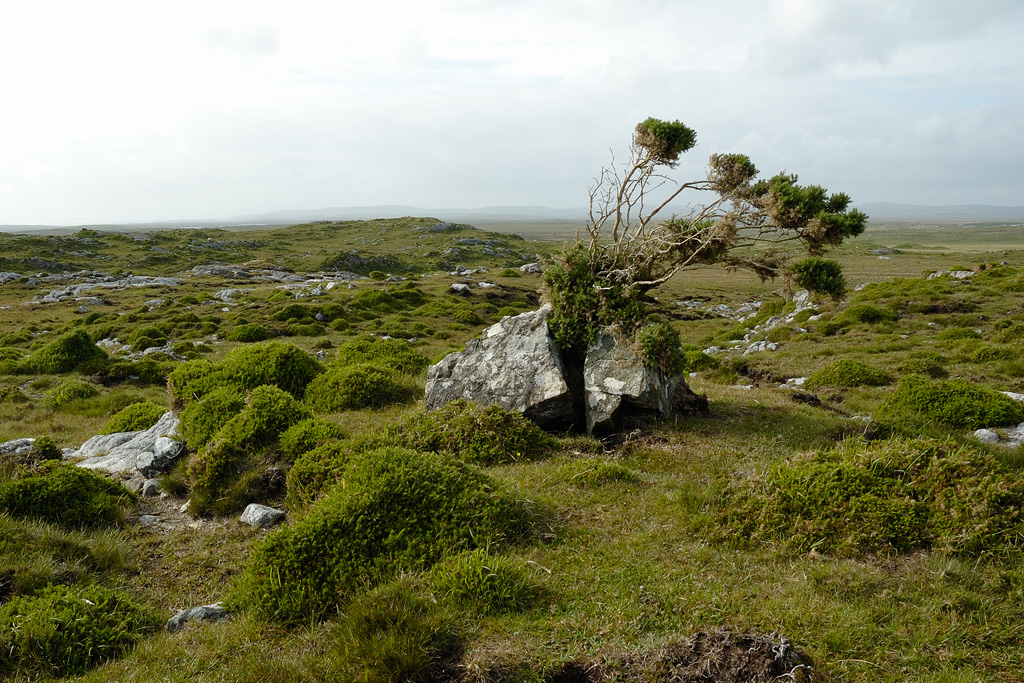

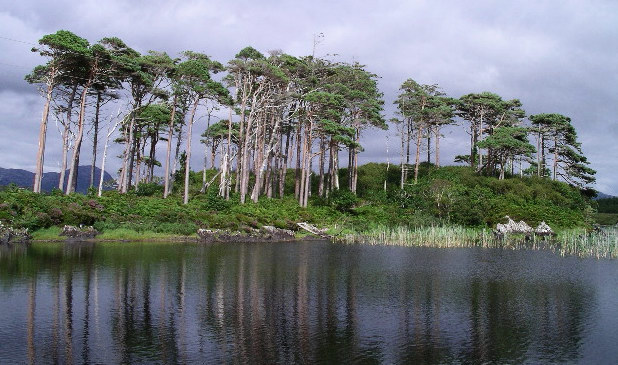
Lacul Derryclare.

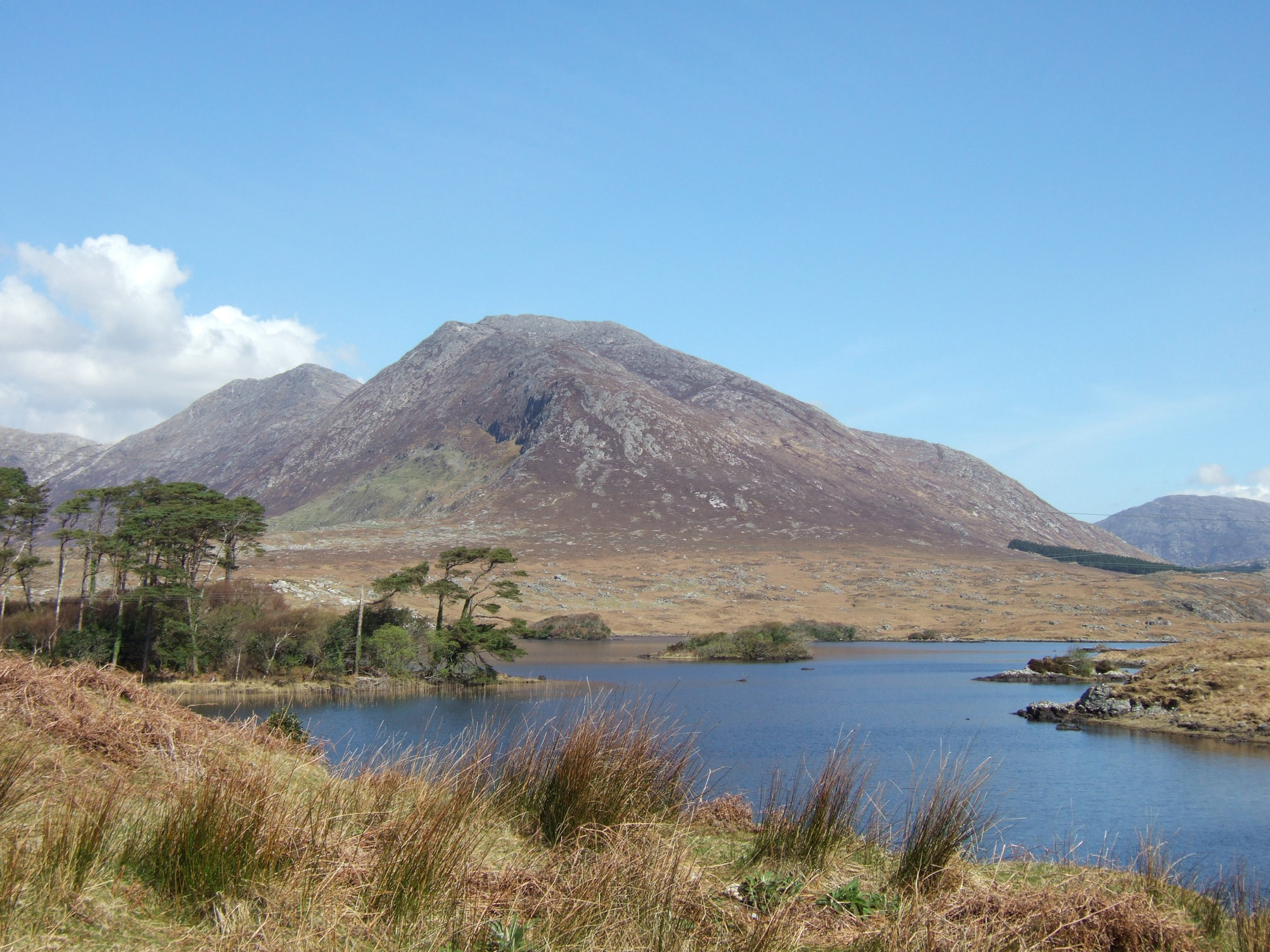
Vedere din Connemara

Connemara este un ținut solitar cu climă umedă din vestul comitatului Galway, Irlanda. La nord, la vest și la sud este înconjurat de ocean, dar nu există o graniță precisă, care să îl separe de restul comitatului Galway.

## Geografie
Din punct de vedere geografic, râul Invermore, lacul Oorid și munții Maumturks sunt considerate granița regiunii, alteori frontiera este amplasată la vest de lacul Corrib. .

## Istorie
Din cauza pământurilor sale infertile, Irlanda nu a fost niciodată o insulă bogată, dar, în anul 1649, condițiile de viață ale locuitorilor s-au deteriorat în mod dramatic. După una dintre revoltele catolicilor locali, Oliver Cromwell, lordul protector al Angliei, a dat ordin să fie pustiit acest ținut, supranumit Insula de Smarald. Multe localități au fost transformate în ruine și numeroși oameni au fost uciși sau alungați de pe pământurile lor. În acea perioadă, mulți fugari și-au găsit adăpost în districtul Connemara. Connemara era o zonă de coastă cu soluri relativ fertile pentru condițiile din Irlanda, a căror cultivare asigura măcar un trai modest. În plus, turbăriile din împrejurimi ofereau o ascunzătoare ideală împotriva englezilor care făceau ravagii pe insulă. 

Terenurile care nu au fost ocupate de invadatori au fost divizate în parcele tot mai mici, din cauza creșteii populației.